# 데이터 분석 전문가
데이터 분석 전문가란 데이터 이해 및 처리 기술에 대한 기본지식을 바탕으로 데이터 분석 기획, 데이터 분석, 데이터 시각화 업무를 수행하고, 이를 통해 프로세스 혁신 및 마케팅 전략 결정 등의 과학적 의사결정을 지원하는 직무를 수행하는 전문가를 말한다.

## 정의

### 배경
오늘날 데이터 처리 및 분석을 통한 데이터 활용은 생산성 향상, 고부가가치 및 고용 창출 등 국가 경제적 가치 창출의 핵심동력으로 급부상하고 있다. 이처럼 데이터 분석은 점점 중요해져가고 있는 추세이다. 
특히, 과학적 의사 결정의 토대가 되는 데이터 분석은 기업과 국가의 생산성 향상에 기여하는 혁신 도구로 각광을 받고 있다. 기업체들은 자사의 경영 전략에 데이터 분석을 도입하여 수익 증대를 실현할 수 있으며, 데이터 분석을 공공영역에 도입할 경우에는 높은 사회적‧경제적 효과가 발생할 것으로 예상된다. 이러한 데이터 분석의 가능성을 실현하기 위해서는 데이터의 다각적 분석을 통해 조직의 전략방향을 제시하는 우수한 역량을 갖춘 데이터 분석 전문가의 확보가 필수적이다.
미국과 유럽을 비롯한 세계 각국은 데이터 분석 시장 선점을 위해 데이터 분석 전문가 확보와 양성에 집중하고 있는 실정이다. 반면, 국내 상황은 데이터 전문가 인력양성 체계 미흡 등으로 데이터 관련 신규 비즈니스의 고부가가치 창출 등 연계 효과 저하가 우려되며, 사회 전반의 데이터 활용에 필수적인 데이터 분석 능력을 객관적으로 검증, 공공•민간 분야의 실무형 데이터 분석 전문가 양성이 필요한 시점이다.

### 데이터 분석 전문가
- 데이터 분석 전문가(ADP : Advanced Data Analytics Professional)란 데이터 이해 및 처리 기술에 대한 기본지식을 바탕으로 데이터 분석 기획, 데이터 분석, 데이터 시각화 업무를 수행하고, 이를 통해 프로세스 혁신 및 마케팅 전략 결정 등의 과학적 의사결정을 지원하는 직무를 수행하는 전문가를 말한다.

### 데이터 분석 준전문가
- 데이터 분석 준전문가(ADsP : Advanced Data Analytics Semi-Professional)란 데이터 이해에 대한 기본지식을 바탕으로 데이터 분석 기획 및 데이터 분석 등의 직무를 수행하는 실무자를 말한다.

## 직무

### 데이터 기획
- 비즈니스 목표 달성을 위해 내부 업무 프로세스를 기반으로 다양한 분석기회를 발굴하여 분석의 목표를 정의하고, 분석대상 도출 및 분석 결과 활용 시나리오를 정의하여 분석과제를 체계화 및 구체화하는 빅데이터 분석과제 정의, 분석로드맵 수립, 성과 관리 등을 수행한다.

### 데이터 분석
- 분석에 대한 요건을 구체적으로 도출하고, 분석과정을 설계하고, 요건을 실무담당자와 합의 하는 요건정의, 모델링, 검증 및 테스트, 적용 등을 수행한다.

### 데이터 시각화
- 다양한 데이터들을 대상으로 어떤 요소를 시각화해야 하는지 정보 구조를 분석하며 어떤 형태의 시각화 모델이 적합한지 시각화에 대한 요건을 정의하고 시나리오를 개발하는 시각화 기획, 모델링, 디자인, 구축, 배포 및 유지보수 등을 수행한다.

## 데이터 분석 전문가 자격검정

### 개발배경
- 오늘날 조직 내부에서부터 기업 외부(ex. SNS 등)의 데이터를 분석하기 위해 컴퓨터 공학, 데이터 공학, 경영학, 통계학적인 지식과 기술을 활용, 프로세스 혁신 및 신제품 개발, 마케팅 전략 결정 등의 과학적 의사결정을 이끌어내는 직무를 전문으로 하는 인력양성의 필요성이 증대되었다. 따라서 산업 현장에서 자신의 업무를 성공적으로 수행하기 위해 요구되는 직업능력(지식, 기술, 태도) 도출하는 것을 목적으로 하고 있다.

### 자격 검정 시험
- 한국데이터베이스진흥원(KODB)에서 전문인력의 실질적 수요자인 사업주를 대변하여 데이터 분석 전문가 자격검정을 실시하고 있다. 이를 통해 산업 현장에 부응하는 민간자격을 부여하고, 자격취득자에게 직무 수행에 대한 자신감 고취와 함께 보다 나은 직무 수행 기회 제공 및 사회적 지위의 향상은 물론 기업의 국제 경쟁력 제고에도 기여할 것이다.

### 과목 및 내용
- 데이터 분석 전문가 자격검정 시험의 과목은 총 5과목으로 구성되어 있으며 데이터 이해 과목을 바탕으로 데이터 분석 기획, 데이터 분석, 데이터 시각화를 수행하는 능력을 검정한다.

| 시험과목              | 주요내용                                         | 세부내용                                   |
| --------------------- | ------------------------------------------------ | ------------------------------------------ |
| 데이터 이해           | 데이터의 이해                                    | * 데이터와 정보                            |
| 데이터 이해           | 데이터의 이해                                    | * 데이터베이스의 정의와 특징               |
| 데이터 이해           | 데이터의 이해                                    | * 데이터베이스 활용                        |
| 데이터 이해           | 데이터의 가치와 미래                             | * 빅데이터의 이해                          |
| 데이터 이해           | 데이터의 가치와 미래                             | * 빅데이터의 가치와 영향                   |
| 데이터 이해           | 데이터의 가치와 미래                             | * 비즈니스 모델                            |
| 데이터 이해           | 데이터의 가치와 미래                             | * 위기 요인과 통제 방안                    |
| 데이터 이해           | 데이터의 가치와 미래                             | * 미래의 빅데이터                          |
| 데이터 이해           | 가치 창조를 위한 데이터 사이언스와 전략 인사이트 | * 빅데이터 분석과 전략 인사이트            |
| 데이터 이해           | 가치 창조를 위한 데이터 사이언스와 전략 인사이트 | * 전략 인사이트 도출을 위한 필요 역량      |
| 데이터 이해           | 가치 창조를 위한 데이터 사이언스와 전략 인사이트 | * 빅데이터 그리고 데이터 사이언스의 미래   |
| 데이터 처리 기술 이해 | 데이터 처리 프로세스                             | * ETL(Extraction, Transformation and Load) |
| 데이터 처리 기술 이해 | 데이터 처리 프로세스                             | * CDC(Change Data Capture)                 |
| 데이터 처리 기술 이해 | 데이터 처리 프로세스                             | * EAI(Enterprise Application Integration)  |
| 데이터 처리 기술 이해 | 데이터 처리 프로세스                             | * 데이터 연계 및 통합 기법 요약            |
| 데이터 처리 기술 이해 | 데이터 처리 프로세스                             | * 대용량 비정형 데이터 처리                |
| 데이터 처리 기술 이해 | 데이터 처리 기술                                 | * 분산 데이터 저장 기술                    |
| 데이터 처리 기술 이해 | 데이터 처리 기술                                 | * 분산 컴퓨팅 기술                         |
| 데이터 처리 기술 이해 | 데이터 처리 기술                                 | * 클라우드 인프라 기술                     |
| 데이터 분석 기획      | 분석과제 정의                                    | * 개요                                     |
| 데이터 분석 기획      | 분석과제 정의                                    | * 분석 기회 발굴                           |
| 데이터 분석 기획      | 분석과제 정의                                    | * 분석 기회 구조화                         |
| 데이터 분석 기획      | 분석과제 정의                                    | * 분석 방안 구체화                         |
| 데이터 분석 기획      | 분석과제 정의                                    | * 분석 활용 시나리오 정의                  |
| 데이터 분석 기획      | 분석과제 정의                                    | * 분석 정의서 작성                         |
| 데이터 분석 기획      | 분석과제 정의                                    | * 전사관점 분석적용 시 고려요소            |
| 데이터 분석 기획      | 분석 마스터 플랜                                 | * 마스터 플랜 수립                         |
| 데이터 분석 기획      | 분석 마스터 플랜                                 | * 분석 거버넌스 체계                       |
| 데이터 분석           | 데이터 분석 개요                                 | * 데이터 분석 프로세스                     |
| 데이터 분석           | 데이터 분석 개요                                 | * 데이터 분석 기법의 이해                  |
| 데이터 분석           | 데이터 분석 개요                                 | * 분석 환경 이해와 기본 사용법             |
| 데이터 분석           | 통계분석                                         | * 통계분석의 이해                          |
| 데이터 분석           | 통계분석                                         | * 기초 통계분석                            |
| 데이터 분석           | 통계분석                                         | * 시계열 분석                              |
| 데이터 분석           | 통계분석                                         | * 다차원 척도법                            |
| 데이터 분석           | 통계분석                                         | * 주성분 분석                              |
| 데이터 분석           | 데이터 마트                                      | * 데이터 변경 및 요약                      |
| 데이터 분석           | 데이터 마트                                      | * 데이터 가공                              |
| 데이터 분석           | 데이터 마트                                      | * 기초 분석 및 데이터 관리                 |
| 데이터 분석           | 정형 데이터 마이닝                               | * 데이터 마이닝 개요                       |
| 데이터 분석           | 정형 데이터 마이닝                               | * 분류분석(Classification)                 |
| 데이터 분석           | 정형 데이터 마이닝                               | * 예측분석(Prediction)                     |
| 데이터 분석           | 정형 데이터 마이닝                               | * 군집분석(Clustering)                     |
| 데이터 분석           | 정형 데이터 마이닝                               | * 연관분석(Association Analysis)           |
| 데이터 분석           | 비정형 데이터 마이닝                             | * 텍스트 마이닝                            |
| 데이터 분석           | 비정형 데이터 마이닝                             | * 사회연결망 분석                          |
| 데이터 분석           | 시뮬레이션 및 최적화                             | * 빅데이터와 시뮬레이션                    |
| 데이터 분석           | 시뮬레이션 및 최적화                             | * 시뮬레이션                               |
| 데이터 분석           | 시뮬레이션 및 최적화                             | * 최적화                                   |
| 데이터 시각화         | 시각화 인사이트 프로세스                         | * 시각화 인사이트 프로세스의 의미          |
| 데이터 시각화         | 시각화 인사이트 프로세스                         | * 탐색(1단계)                              |
| 데이터 시각화         | 시각화 인사이트 프로세스                         | * 분석(2단계)                              |
| 데이터 시각화         | 시각화 인사이트 프로세스                         | * 활용(3단계)                              |
| 데이터 시각화         | 시각화 디자인                                    | * 시각화의 정의                            |
| 데이터 시각화         | 시각화 디자인                                    | * 시각화 프로세스                          |
| 데이터 시각화         | 시각화 디자인                                    | * 시각화 방법                              |
| 데이터 시각화         | 시각화 디자인                                    | * 빅데이터와 시각화 디자인                 |
| 데이터 시각화         | 시각화 구현                                      | * 시각화 구현 개요                         |
| 데이터 시각화         | 시각화 구현                                      | * 분석 도구를 이용한 시각화 구현: R        |
| 데이터 시각화         | 시각화 구현                                      | * 라이브러리 기반의 시각화 구현: D3.js     |